# Qysylqaraghai
Der Qysylqaraghai (kasachisch Қызылқарағай жотасы; russisch Листвя́га Listwjaga) ist ein Bergkamm  im nordwestlichen Altaigebirge an der Grenze zwischen Ostkasachstan und der russischen Republik Altai.
Der Gebirgszug erstreckt sich zwischen dem nördlich gelegenen oberen Flusstal des Katun und dem Flusstal der Buchtarma im Süden. Er hat eine Länge von 120 km und erreicht im Bystruchinski Schpil (Быструхинский Шпиль) eine maximale Höhe von 2577 m. Im Osten weist der Gebirgszug den Charakter einer Hochfläche auf. Das Gebirge besteht aus Vulkaniten und Sandsteinen. An den Hängen wachsen Birken, Espen und Lärchenwälder. Darüber, in Höhen oberhalb von 2000 m, beginnt die Subalpine Vegetationsstufe sowie alpine Graslandschaft.